# Chartreuse de Trisulti
La chartreuse de Trisulti est un monastère qui se trouve sur les hauteurs du village de Collepardo, à 825 m d’altitude, dans une vaste forêt des monts Ernici (Latium, Italie). Fondé en 1204 le monastère est depuis 1947 occupé par des moines cisterciens de l’abbaye de Casamari (Il est donc connu également comme Abbaye de Trisulti).

## Origine
Il semble bien qu’il y ait eu à l’origine une abbaye bénédictine, fondée vers 996 par l’ermite saint Dominique de Sora (v. 951-1031), pour ses nombreux disciples. Il n’en reste que des ruines. Le monastère actuel fut construit en 1204 par des moines chartreux à l’initiative du pape Innocent III, à la suite d’une vision qu’eut un sage ermite que le Cardinal Lotario Conti (avant de devenir Innocent III) avait l’habitude de consulter. L’église dédiée à saint Barthélemy fut consacrée en 1211 par le pape lui-même.

## Histoire

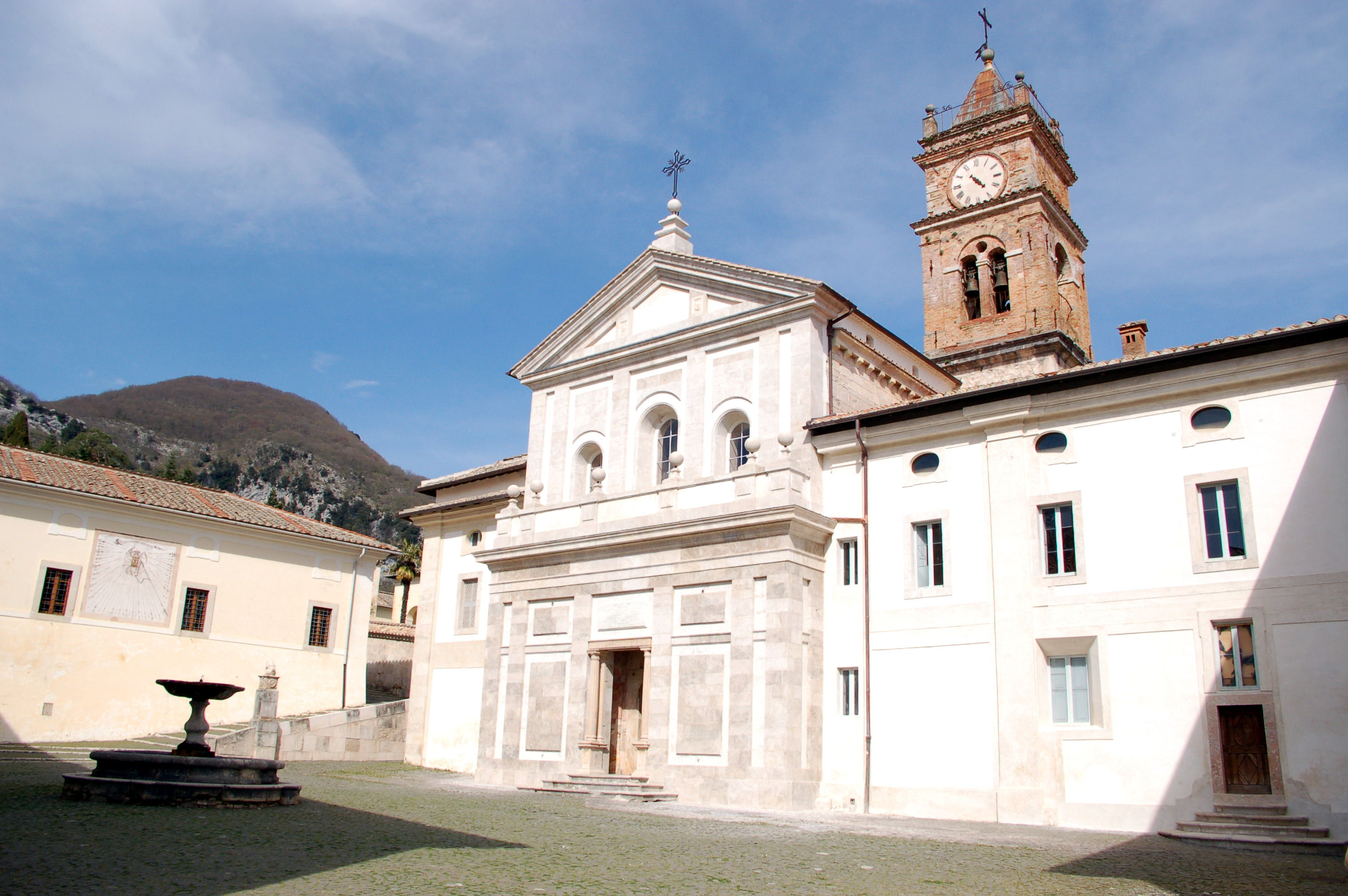
Église de la chartreuse de Trisulti

Le monastère connut des temps troubles, les invasions de troupes ennemies conduisant au pillage des biens monastiques et destructions des bâtiments. Ceux que l’on peut encore voir aujourd’hui datent du XVIIIe siècle lorsqu’un renouveau de la vie cartusienne permit à Trisulti de renaître.
En 1947, les moines chartreux, manquant de vocations religieuses quittèrent Trisulti, confiant leur monastère aux Cisterciens de Casamari qui y assurent toujours l'Opus Dei, chant et liturgie de l’office divin.
En 2017, le think tank chrétien conservateur Dignitatis Humanae Institute obtient l'usage des bâtiments du monastère du ministère de la culture italien. Steve Bannon, qui en est proche, y voit l'opportunité de créer un centre de réflexion pour le renouveau des nationalismes en Europe. Le projet est abandonné en mars 2021.

## Patrimoine du monastère
Le monastère est un « monument national » et fait partie des biens culturels de l’Italie.
Passant le grand portail surmonté de la statue de saint Dominique de Sora et descendant vers la petite place on voit d’abord, à sa gauche, la pharmacie.

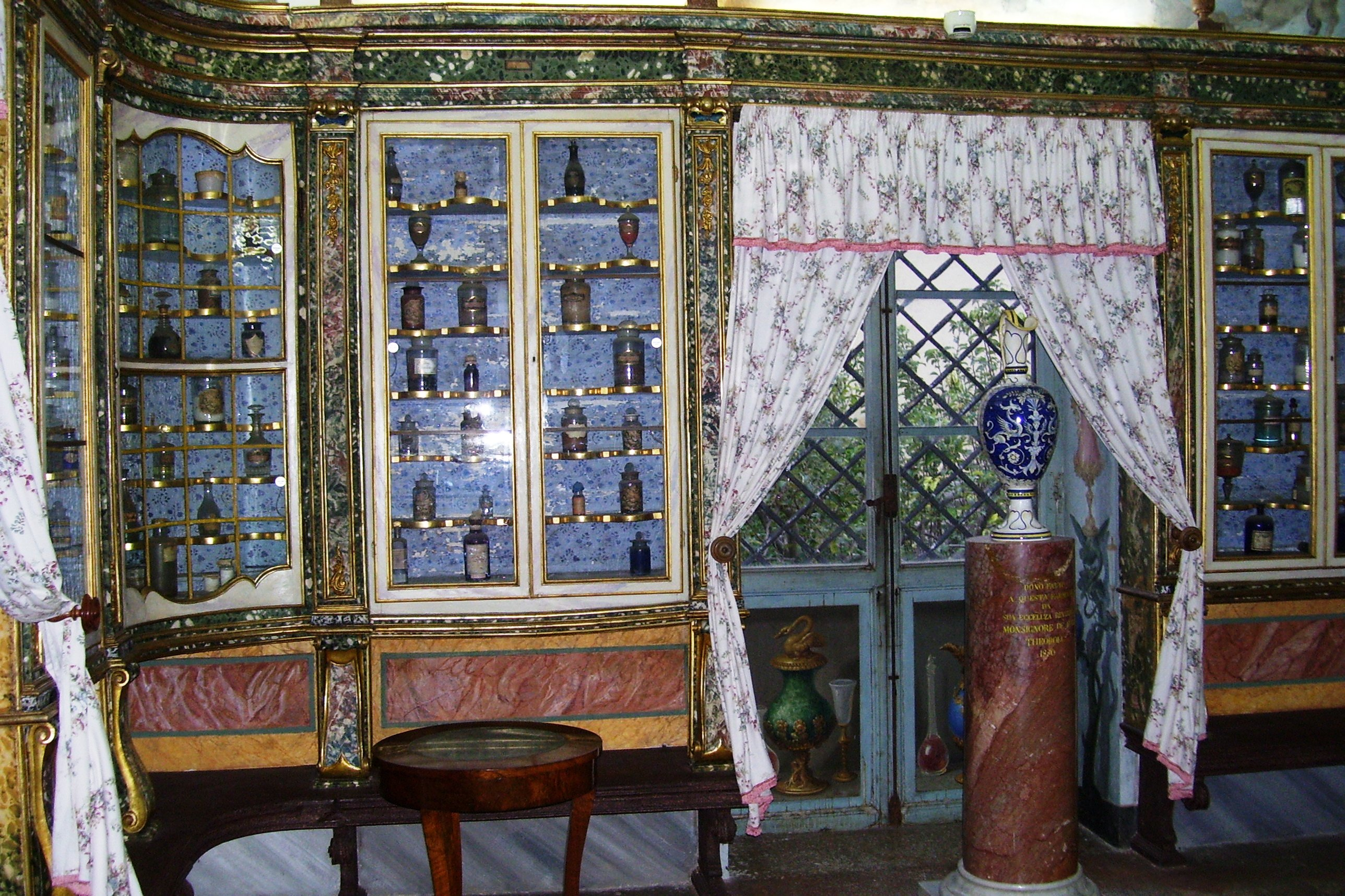
Armoires et bocaux de la pharmacie

- La pharmacie du monastère est fort bien conservée en l’état (XVIIIe siècle), aussi bien le magasin où le rangement de bocaux divers, avec étiquettes d’époque, dans des armoires construites sur mesure, donne immédiatement une forte impression d’ordre et de méticulosité. Le magasin comme la salle d’attente (mobilier du XVIIe siècle) sont décorées d’œuvres murales en trompe-l’œil de Philippe Balbi qui travailla à l’abbaye de 1857 à 1865.
- Sur la petite place et faisant face à l’église, se trouve l’ancienne hôtellerie de style romano-gothique du monastère, appelée « palais d’Innocent III » (dont le nom reste attaché au monastère).
- L’église (dédiée à saint Barthélemy) est d’agencement typiquement cartusien. C’est-à-dire qu’elle est divisée en deux chœurs nettement séparés, chacun ayant sa série de stalles sur les parois gauche et droite : celui des frères convers près de la porte extérieure et, du côté du sanctuaire, celui des moines de chœur. Une partition les sépare. Aucun espace n’est prévu pour le public, les églises cartusiennes étant généralement fermées au monde extérieur. Sous les autels de gauche et droite (dans le chœur des convers) se trouvent les corps, en armure, de deux chevaliers croisés.
- Le groupe des stalles des moines de chœur fut réalisé en 1564 et celui des convers en 1688 par des frères chartreux. Les lutrins destinés à recevoir les larges et lourds antiphonaires sont encore présents.
- Sur les murs : un tableau de Philippe Balbi représentant le Massacre des innocents (hommage à Innocent III ?). La toile d’autel est de Joseph Caci : La Madone en trône avec les saints Augustin et Ambroise (1683). Sur le plafond une fresque du même Caci : La Gloire du Paradis.
- La bibliothèque comprend 25 000 livres et est maintenant Bibliothèque publique d'État.

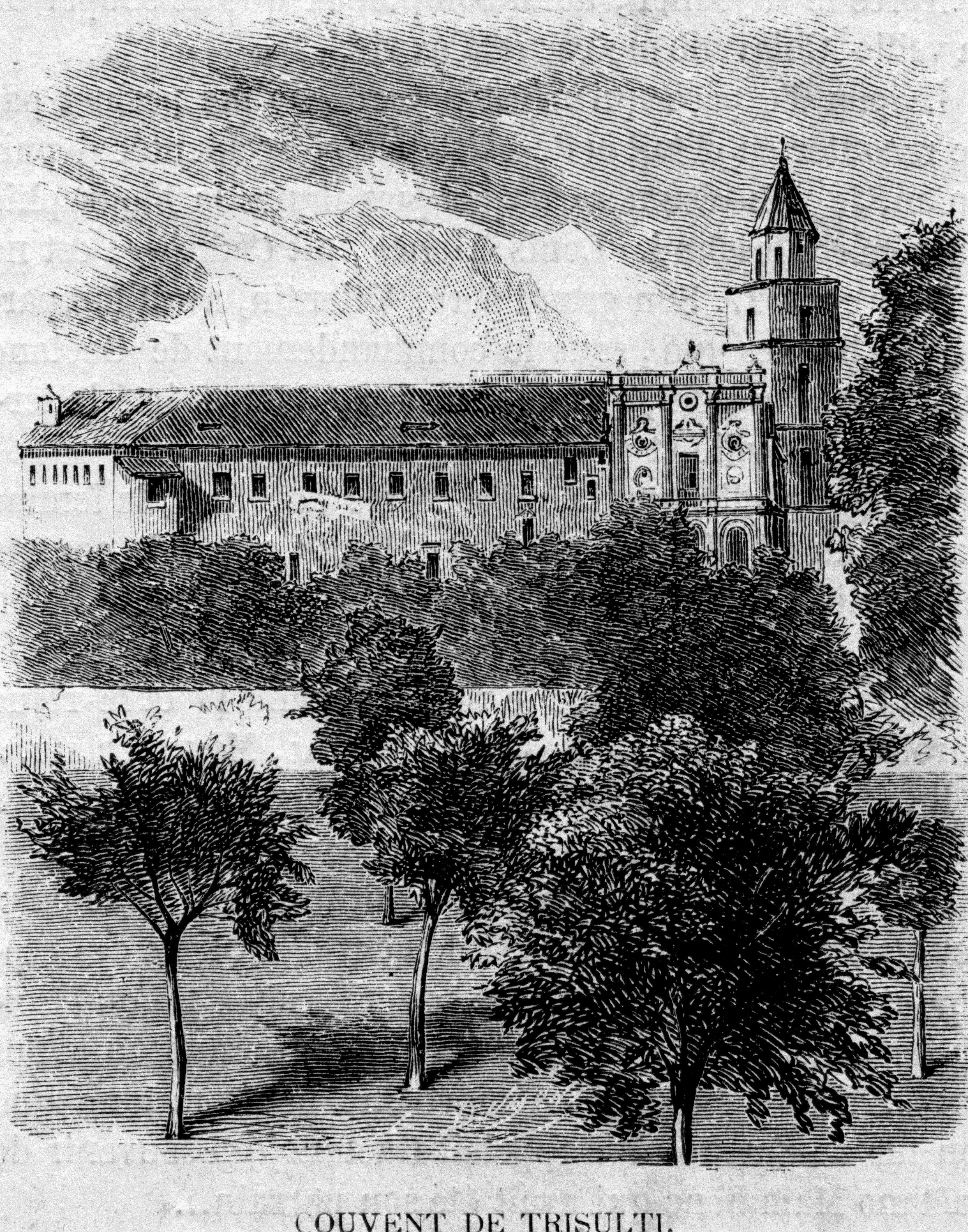
Gravure du couvent de Trisulti, L'Illustration, janvier 1862.